# Державна служба якості освіти
Державна служба якості освіти — центральний орган виконавчої влади України який реалізує державну політику у сфері освіти, зокрема з питань забезпечення якості освіти, забезпечення якості освітньої діяльності, здійснення державного нагляду (контролю) за закладами освіти щодо дотримання ними законодавства.
Відповідно до нового Закону «Про освіту», Служба призначена допомагати закладам освіти підвищити її якість, сформувати довіру суспільства, гарантувати якість освіти.

## Створення
Про реорганізацію рішенням Уряду Державної інспекції навчальних закладів шляхом перетворення у Державну службу якості освіти стало відомо 6 грудня 2017 року. Таке реформування відбувається згідно з новим Законом «Про освіту», який передбачає впровадження нових підходів до реалізації та контролю за якістю освіти в Україні.
Процес перетворення розпочався 17 січня 2018 року.
Положення про Службу було затверджене Кабінетом Міністрів України 14 березня 2018 року.
Рішення про створення територіальних органів ухвалене 7 листопада 2018 року.

## Роль і повноваження
Новий орган матиме набагато більше повноважень, які дадуть змогу здійснювати контроль за якістю освіти.
До зони відповідальності Державної служби якості освіти потраплять заклади дошкільної, позашкільної, загальної середньої та професійно-технічної освіти. Питаннями вищої освіти займається Національне агентство із забезпечення якості вищої освіти, створене 2014 року.
ДСЯО матиме повноваження:
- здійснювати інституційний аудит закладів освіти;
- надавати рекомендації закладам освіти щодо організації та функціонування внутрішньої системи забезпечення якості освіти;
- акредитувати громадські фахові об'єднання та інші юридичні особи, що здійснюють незалежне оцінювання якості освіти та освітньої діяльності закладів освіти;
- затверджувати нетипові освітні програми дошкільної та загальної середньої освіти;
- проводити моніторинг якості освітньої діяльності та якості освіти[5].

Інституційний аудит має проводитися раз на десять років працівниками територіальних органів Служби. Його мета — оцінити якість освітньої діяльності закладу освіти, виробити рекомендації щодо її підвищення та вдосконалення внутрішньої системи забезпечення якості освіти, а також узгодити освітній та управлінський процеси з вимогами законодавства та ліцензійних умов.
Основним завданням інституційного аудиту є допомога закладу, керівництву, вчителям у підвищенні якості їх діяльності та якості результатів навчання учнів. Крім того, Служба отримає повноваження звертатися до судів з позовами про зобов'язання органів місцевого самоврядування, місцевих органів управління освітою усунути порушення та виконати вимоги законодавства у сфері освіти.
Наказ Міністерства освіти і науки України про порядок проведення інституційного аудиту шкіл з'явився у квітні 2019 року.

## Діяльність
В жовтні 2024 року Державна служба якості освіти України визначила і оприлюднила ступені ризику суб’єктів господарювання у сфері вищої освіти за 2023 рік. З-поміж 290 закладів вищої освіти до суб’єктів з високим ступенем ризику належать 28 (10 %), середнім — 186 (64 %), а з незначним — 76 (26 %).
Задля відкритості та прозорості підготовки й оприлюднення результатів розрахунок ступенів ризику від провадження господарської діяльності у 2023 році здійснено в Єдиній державній електронній базі з питань освіти (модуль «Ступені ризику (для вищої освіти)»). Таким чином, максимально автоматизовано процес обчислення балів за критеріями, визначеними постановою Кабінету Міністрів України «Про затвердження критеріїв, за якими оцінюється ступінь ризику від провадження господарської діяльності у сфері вищої освіти та визначається періодичність проведення планових заходів державного нагляду (контролю) Державною службою якості освіти» від 21.11.2018 № 982.
До критеріїв, за якими оцінюється ступінь ризику у сфері вищої освіти, належать:
- чисельність здобувачів вищої освіти за останні три роки;
- кількість науково-педагогічних (педагогічних) працівників, працевлаштованих за основним місцем роботи;
- стан оприлюднення на офіційному веб-сайті закладу вищої освіти визначених законодавством документів та інформації;
- кількість порушень вимог законодавства у сфері вищої освіти, виявлених за результатами заходів державного нагляду (контролю), проведених протягом останніх п’яти років, що передують плановому періоду;
- наявність відокремлених структурних підрозділів;
- наявність іноземних здобувачів вищої освіти;
- частка неакредитованих спеціальностей, освітніх програм.

## Керівництво
Першим головою Служби став попередній очільник ДІНЗ Руслан Гурак.